# Аугусто Бергаміно
Аугусто Бергаміно (італ. Augusto Bergamino, 12 липня 1898, Генуя — 29 січня 1976, Венеція) — італійський футболіст, що грав на позиціях флангового півзахисника і нападника за клуб «Дженоа», а також національну збірну Італії.

## Клубна кар'єра
Народився 12 липня 1898 року в місті Генуя. Вихованець юнацьких команд футбольного клубу місцевого «Дженоа».
У дорослому футболі дебютував 1915 року виступами за головну команду «Дженоа», кольори якої захищав протягом наступних дванадцяти років. За цей час тричі виборював титул чемпіона Італії.

## Виступи за збірну
1920 року дебютував в офіційних матчах у складі національної збірної Італії. За чотири роки провів у її формі загалом 5 матчів.
Був включений до заявки збірної на футбольний турнір Олімпійських ігор 1924 року в Парижі, в іграх якого, утім, участі не брав.
Помер 29 січня 1976 року на 78-му році життя у Венеції.
| Дата      | Місто   | Господарі | Результат | Гості     | Турнір           | Голи | Примітки |
| --------- | ------- | --------- | --------- | --------- | ---------------- | ---- | -------- |
| 18-1-1920 | Мілан   | Італія    | 9 – 4     | Франція   | товариський матч | -    |          |
| 20-2-1921 | Марсель | Франція   | 1 – 2     | Італія    | товариський матч | -    |          |
| 6-03-1921 | Мілан   | Італія    | 2 – 1     | Швейцарія | товариський матч | -    |          |
| 1-1/1923  | Мілан   | Італія    | 3 – 1     | Німеччини | товариський матч | -    |          |
| 4-3/1923  | Генуя   | Італія    | 0 – 0     | Угорщина  | товариський матч | -    |          |
| Усього    |         | Матчів    | 5         |           | Голів            | 0    |          |

## Титули і досягнення
- Чемпіон Італії (3):

«Дженоа»: 1914–1915, 1922–1923, 1923–1924